# Diana Tejera
Diana Tejera, nome completo Diana Azzurra Tejera Nenna (Roma, 30 settembre 1978), è una cantautrice italiana, nota anche per essere stata autrice e frontwoman dei Plastico.

## Storia del gruppo

### La giovinezza
Di padre andaluso e madre italiana, cresce fin da piccola nel mondo della musica, e inizia a studiare pianoforte a nove anni e chitarra e canto a tredici.
Nel 1997 studia al Centro Europeo Toscolano di Mogol, e viene notata dal grande paroliere che la vuole nel progetto “Fiori d'acqua dolce”, e così incide Il paradiso non è qui, inedito di Battisti/Mogol.

### L'esperienza con i Plastico
Nel 1998 avvia con Irene Boreggi il progetto "Pink" ottenendo il primo contratto discografico con la Mad Productions. Due anni dopo, a seguito del passaggio alla Universo, il duo diventa quartetto con l'ingresso di Stefano Galafate e Raffaele Venturi, e viene ribattezzato "Plastico", per evitare confusioni con l'omonima cantante statunitense: nella nuova formazione, Diana continua ad essere cantante ed autrice di tutti i testi.
Il primo disco, Sixtematicamente, contiene il singolo Strani sintomi, col quale il gruppo vince l'undicesima edizione del Festival di San Marino. Nel 2001 esce il secondo album, Sensibile al tatto, e i Plastico diventano il gruppo spalla del Lùnapop durante la loro tournée di quell'anno.
Nel 2002 esce il terzo album Incontri casuali, ed il gruppo partecipa al Festival di Sanremo nella categoria "Giovani". L’intero lavoro si presenta sofisticato per l’epoca, soprattutto dal punto di vista testuale, forse per la collaborazione con il cantautore Alessandro Orlando Graziano, ma il pezzo “Fruscio” non viene ammesso alla finale.

### La carriera solista
I Plastico si sciolgono nel 2003 e Diana Tejera è l'unica dei quattro a continuare la carriera nella musica; all'intensa attività concertistica affianca la realizzazione di varie colonne sonore, e collaborazioni con musicisti romani, tra cui Marco Fabi, Barbara Eramo, Andrea Di Cesare, Alessandro Orlando Graziano, Nathalie e soprattutto Tiziano Ferro, col quale firma E fuori è buio (inserito nel disco Nessuno è solo del 2006) e Scivoli di nuovo (inserito nel disco Alla mia età del 2008).
Nel 2008 vince il festival Sound of life, battendo anche la più quotata e famosa Arisa.
Nel 2010 pubblica, per la SunnyBit, il suo primo album solista, La mia versione.
Nel 2009 scrive, insieme a Chiara Civello, Al posto del mondo, canzone ammessa al Festival di Sanremo 2012.
Nel 2012 pubblica, per la Voland in collaborazione con la SunnyBit, il CD/LIBRO firmato Cavalli/Tejera "Al cuore fa bene far le scale". 11 canzoni con i testi di Patrizia Cavalli.
Nel 2016 con la trombettista Ersilia Prosperi (già leader degli OU) forma un duo dal nome ED MONDO. Pubblicano un album dal nome "Oops!" prodotto a Seattle dalla polistrumentista Amy Denio che le porta in tour in Germania e USA.
Nel 2018 esce mi fingo distratta. Un lavoro maturo e consapevole.
il brano “ abito “ esce quasi contemporaneamente in due versioni, una delle quali in duetto con Alessandro Orlando Graziano nel suo album Voyages Extraordinaires
Nel 2022 esce libre. Un disco realizzato durante il lockdown e interamente suonato, arrangiato e prodotto da Diana tranne che per due brani “all that you see” e
“Volverè” prodotti da Andrea Di Cesare. Hanno collaborato alla scrittura di alcuni brani Barbara Eramo, Bea Sanjust e Viviana Strambelli (Lamine). Da questo lavoro sono usciti 3 singoli con rispettivi video: I quit, Aùn, All that you see.
Nel 2021 forma insieme a Beatrice Tomassetti il duo Beabaleari con il quale pubblica vari singoli: dove si nascondono i megalodonti, come dorme un pesce, come l’acqua sulla luna, meglio se Baleari e “io non amo la fine” che vede il featuring di Angela Baraldi.
Interpreta la canzone scritta insieme a Mario Tronco “Las Leonas” presente nel film documentario omonimo di Isabel Achaval e Chiara Bondì, prodotto da Nanni Moretti
E vincitore del premio speciale ai nastri d’argento 2023.
Scrive insieme a Patrizia Cavalli e Chiara Civello la canzone “sempre così” presente nel cortometraggio di Céline Sciamma “This is how a child becomes a poet”.
Nel 2025 firma la colonna sonora delle serie “chi vuol parlare d’amore” e “Las leonas, la coppa del mondo” di Isabel Achàval e Chiara Bondi andate in onda sulla Rai e disponibili su RaiPlay. 

## Discografia delle Pink!

### "Sixtematicamente
1. "dubbi inerti"
2. "dall'una alle tre"
3. "ex letargo"
4. "stimoli di contorni"
5. "utile"
6. "ciò che vuoi"
7. "dolce imprevedibile"
8. "la bocca"
9. "crudi rifiuti"
10. "infusi"

## Discografia dei Plastico

### Sensibile al tatto
1. Paranoia
2. Caleidoscopio
3. Aliante
4. Difettoso al tatto
5. Strani sintomi
6. Come fili
7. Tubo
8. Il margine
9. 25ª ora
10. Viola
11. Senza respiro
12. Parallelamente
13. Su di me

Da questo disco vengono estratti i singoli Strani sintomi (2000), Tubo (2000), Aliante (2001), Paranoia (2001)

### Incontri casuali
1. Un giorno per caso
2. Fruscio 3:35
3. Taxi
4. Fili e reti
5. L'incantesimo
6. Ombre invisibili
7. Pretese
8. Amami ma non troppo forte
9. Trattienimi e taci
10. Intrecci di notte
11. Il margine
12. Ombre invisibili (unplugged)

## Discografia Diana Tejera
Album
- 2014 – La mia versione
- 2014 – Al cuore fa bene far le scale (con Patrizia Cavalli)
- 2018 – Mi fingo distratta
- 2022 – Libre

### La mia versione
1. Scollati le ciglia
2. Scivoli di nuovo
3. Degni di esistere
4. Ma una vita no
5. Sogno imperfetto
6. Senso primario
7. La tua versione
8. Mercurio
9. L'artista
10. Black out
11. Sospensioni
12. Nudità

### Al cuore fa bene far le scale
1. Killer loop
2. Terapia
3. Sposa Talibana
4. La mia robiera
5. Al cuore
6. Amore semplicissimo
7. una bella ragazza bruna
8. Diventai buona
9. Mi brucio al fuoco degli altri
10. Voglio il mio bene
11. Felicità e rovina

ED MONDO "OOPS!"
1. Poliamori
2. Fuori Moda
3. Mandarancio
4. Frustrata
5. Nostalgica
6. Ossessiva
7. Il piacere
8. Monotona
9. Lo strappo
10. Troppo delicata
11. Slurp!

### Mi fingo distratta
1. Resto sola
2. Parentesi di delirio
3. Dritto negli occhi
4. Attraversatemi
5. Abito
6. Necessità
7. Quando tornano i colori
8. Che giornata
9. Piuttosto che restare con te
10. L'intervallo
11. Segreto professionale
12. Mi fingo distratta

### Libre
1. Libre
2. Una sola palabra
3. Volvere’
4. En tus ojos
5. Aùn
6. True lie
7. Why
8. All that you see
9. True lady
10. I quit
11. In your mind

## Vita privata
Nel Maggio 2020 si unisce civilmente alla sua compagna Beatrice Tomassetti.